# Isabelle Boéri-Bégard
Isabelle Boéri-Bégard (ur. 7 lipca 1960 w Paryżu) – francuska florecistka, złota medalistka olimpijska.
Na igrzyskach olimpijskich w Moskwie w 1980 roku reprezentacja Francji w składzie: Pascale Trinquet, Brigitte Latrille-Gaudin, Christine Muzio, Isabelle Boéri-Bégard i Véronique Brouquier także zdobyła złoty medal. W rywalizacji indywidualnej nie startowała. Był to jej jedyny występ olimpijski.
Nie zdobyła medalu mistrzostw świata.